# Conospermum multispicatum
Conospermum multispicatum (лат.) — кустарник, вид рода Коноспермум (Conospermum) семейства Протейные (Proteaceae), эндемик Западной Австралии.

## Ботаническое описание
Conospermum multispicatum — густой округлый кустарник до 1 м высотой. Листья плотно прижатые или более или менее раскидистые, реже вогнутые, округлые в сечении или более или менее четырёхугольные, длиной 9-25 (до 40) мм, шириной 0,5-0,75 мм, гладкие; вершина острая; края и средняя жилка приподняты на нижней поверхности. Соцветие состоит из множества колосьев, содержит около 12 цветков в пазухах верхних листьев; цветонос 10-20 мм длиной, густо белый опушённый; прицветники дельтовидные, длиной 1,5-2 мм, шириной 1,25-2 мм, синие. Околоцветник белый, пушистый; трубка длиной 4,5-5,5 мм; верхняя губа 0,7-1,25 мм длиной, густо бело-опушённая; нижняя губа объединенная на 0,5-0,8 мм, с густыми волосками. Цветёт в августе-октябре. Орех длиной 2-2,4 мм, шириной 2-2,5 мм, бело-волосатый; волоски по окружности 1-2,5 мм длиной, золотисто-палевые; центральный пучок 2-3 мм длиной, золотисто-коричневый.

## Таксономия
Вид был официально описан в 1995 году австралийским ботаником Элеанорой Мерион Беннет во Flora of Australia по образцу, собранному ей в 1985 году вдоль дороги Тулибин-Тинкурин в Западной Австралии.

## Распространение и местообитание
C. multispicatum — эндемик Западной Австралии. Встречается на пологих склонах и равнинах вдоль западного побережья в южных округах Уитбелт и Большой Южный в Западной Австралии, где растёт на песчаных или глинистых почвах.